# مفرز الصفراء

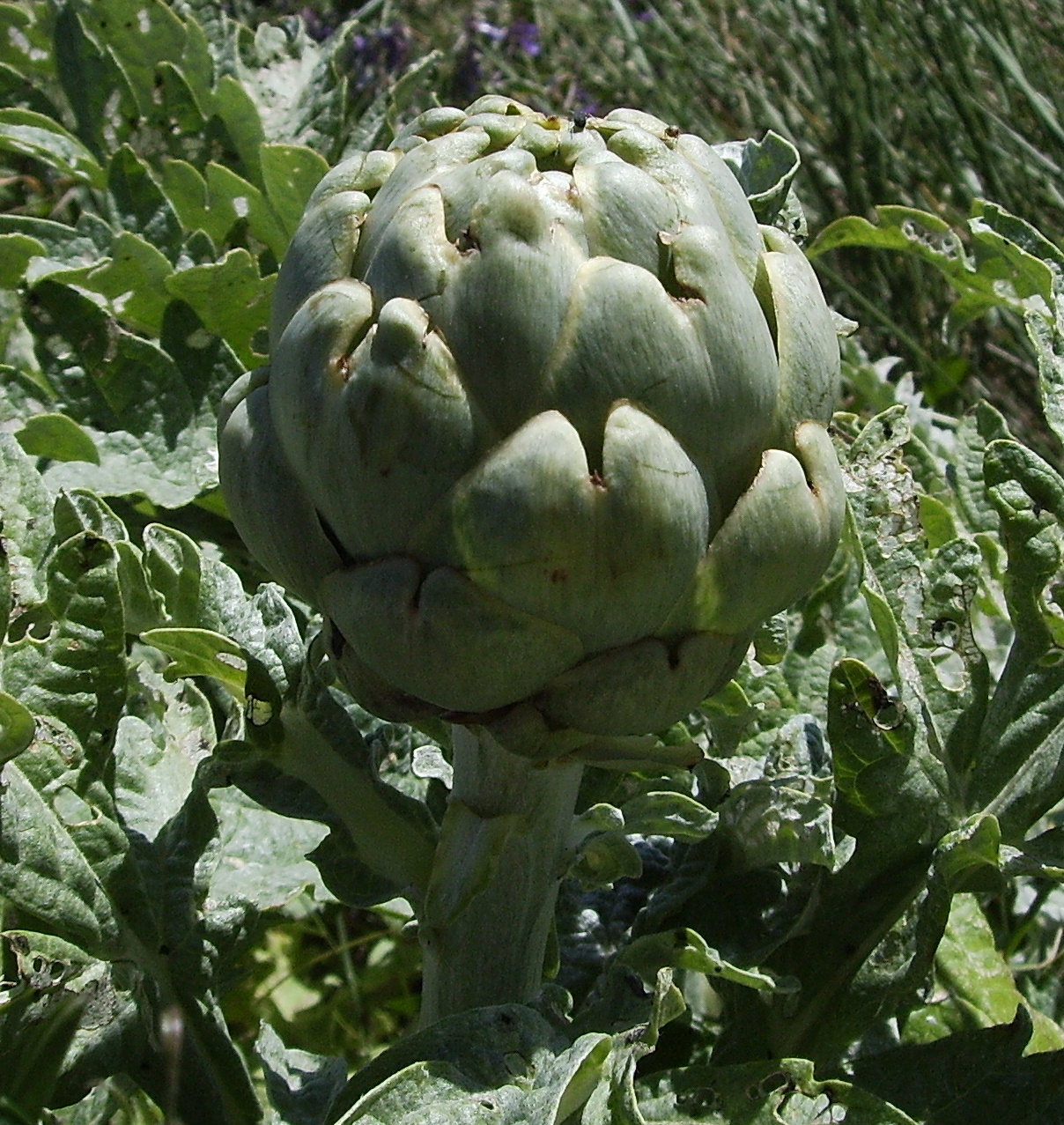

مفرز الصفراء أو مفرز المِرة أو مُدِر المِرة أو مُعزز إفراز الصفراء (بالإنجليزية: Choleretic)‏ هو مادة تعمل على زيادة حَجم إفراز عصارة المرارة الصَفراء من الكبد، كما أنها تُعزز إفراز كمية من المواد الصَلبة.